# Priory
Priory is een historisch Brits merk van motorfietsen.
De bedrijfsnaam was: Priory Engine Co., Kenilworth (Warwickshire).
Dit was een klein Engels merk dat van 1919 motorfietsen met 269cc-Arden- en 292cc-Union-tweetaktmotoren bouwde. Op het laatst werden er Villiers-blokken van 147- tot 247 cc en 292cc-JAP zijklepmotoren ingebouwd. Soms werden ook de plaatstalen voorvorken van Arden gebruikt. De productie eindigde in 1926.